# Conway-Sattel
Der Conway-Sattel ist ein 6044 Meter hoher Gebirgspass im Karakorum.
Er liegt zwischen den Bergen Baltoro Kangri im Westen und Sia Kangri im Osten und verbindet die zum Kleinen Karakorum zählende Kette der Masherbrum-Berge mit der Karakorum-Hauptkette, die vom Sia Kangri aus nach Norden und Westen als Baltoro Muztagh verläuft. Der Pass stellt einen theoretischen Übergang vom Tal des Baltorogletschers zum Tal des Kondusgletschers dar.

## Name

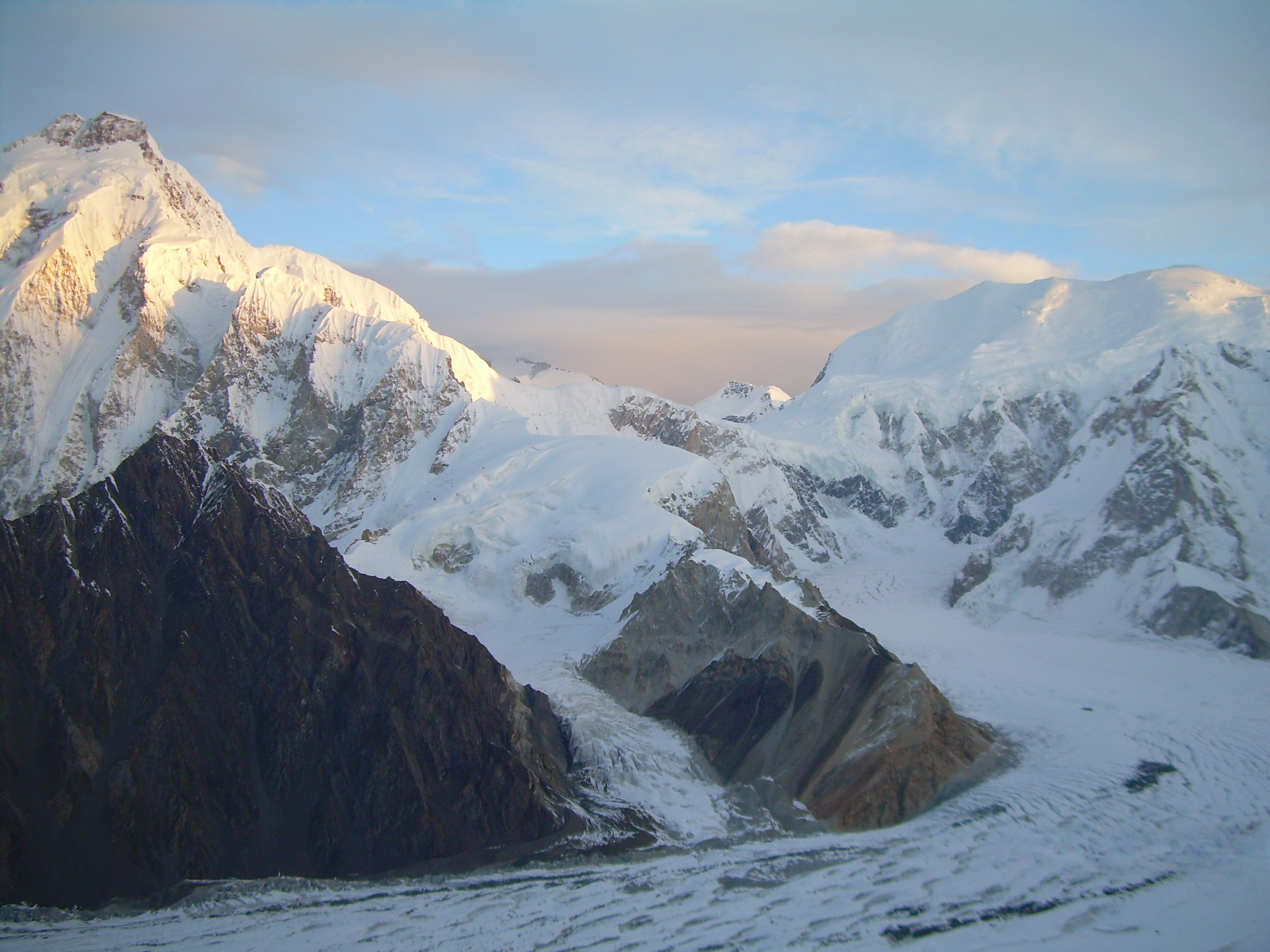
Blick vom Kondus-Gletscher zum Conway-Sattel mit Baltoro Kangri V (links) und Sia Kangri (rechts)

Der Conway-Sattel wurde benannt nach William Martin Conway, dessen Karakorum-Expedition bereits 1892 das Baltorogebiet erkundete.

## Erstersteigung
Die erste Begehung des Conway-Sattels gelang dem italienischen Geologen Ardito Desio im Rahmen der Baltoro-Expedition unter der Leitung von Aimone di Savoia-Aosta, dem Herzog von Spoleto. Desio und sein Begleiter Evaristo Croux erreichten den Sattel am 27. Mai 1929.

## Passüberschreitungen
Der Conway-Sattel ist kein Gebirgspass im eigentlichen Sinne, denn er wird aufgrund seiner Abgelegenheit, der Vergletscherung und der Steigung vor allem auf der Südseite nicht als Übergang zwischen zwei Tälern genutzt. Eine Ersteigung des Passes aus dem Kondus-Tal ist nicht bekannt. Eine Gruppe japanischer Bergsteiger überschritt 1979 den Conway-Sattel vom Baltorogletscher aus zum Siachengletscher. Dabei querten sie die Südwand des Sia Kangri zum Sia La, dem Pass auf der Südseite des Sia Kangri, zwischen Siachengletscher und Kondusgletscher. Zuvor hatten einige der Expeditionsteilnehmer den Sia Kangri und/oder den Baltoro Kangri bestiegen.
Während die japanische Expedition von 116 Trägern unterstützt wurde, machten ein Jahr später die Amerikaner Daniel Asay, Ned Gillette, Galen Rowell und Kim Schmitz diese Überquerung in die andere Richtung als Vier-Mann-Team im Rahmen ihrer Skidurchquerung des Karakorum über Siachen-, Baltoro-, Biafo- und Hispargletscher.